# Tom Horn
Pour l’article homonyme, voir Tom Horn (film).
Thomas "Tom" Horn Jr (21 novembre 1860 – 20 novembre 1903) est un éclaireur américain de la conquête de l'Ouest. Il a exercé des métiers très variés tels que pistolero, détective pour Pinkerton, cow-boy, et soldat. Soupçonné d'avoir commis 17 meurtres en tant que mercenaire dans l'Ouest, en 1902, Horn a été reconnu coupable du meurtre de Willie Nickell, âgé de 14 ans, près d'Iron Mountain, dans le Wyoming. Le garçon était le fils de l'éleveur de moutons Kels Nickell, qui avait été impliqué dans une querelle avec son voisin et éleveur de bovins Jim Miller. Jugé coupable de ce meurtre, Horn est exécuté par pendaison à Cheyenne, dans le Wyoming, la veille de son 43e anniversaire.
En prison, il a écrit son autobiographie, publiée à titre posthume, Life of Tom Horn: Government Scout and Interpreter ("La vie de Tom Horn : éclaireur pour le Gouvernement et interprète) (1904). De nombreuses éditions de ce livre ont été publiées depuis la fin du XXe siècle, et le débat se poursuit quant à savoir si Tom Horn était bien coupable du meurtre de Nickell.

## Jeunesse
Connu sous le nom de « Tom », il naît en 1860 de Thomas S. Horn, Sr. et Mary Ann Maricha (née Miller) dans la ferme familiale au nord-est du Comté de Scotland, dans le Missouri. La famille possédait 600 acres (divisés par la rivière South Wyaconda), situés entre les villes de Granger et d'Etna. Tom est le cinquième des douze enfants. Pendant son enfance, le jeune Tom subit des sévices physiques de son père, et son seul compagnon est un chien nommé Shedrick. Le chien est tragiquement tué lors d'une bagarre du jeune Tom avec deux garçons, qui frappent Tom et tuent le chien avec une carabine.

## Éclaireur
À seize ans, Horn part vers le Sud-Ouest des États-Unis, où il est engagé par la cavalerie des États-Unis comme éclaireur civil, équipementier et interprète pour Al Sieber pendant les guerres apaches. Horn se montre très efficace dans son travail pour l'armée, et gravit très vite les échelons. Lors d'une patrouille, alors que Sieber, Horn et l'armée traversent le ruisseau de Cibicue, ils sont attaqués dans une embuscade de guerriers apaches placés en terrain surélevé. L'officier responsable de l'escouade, le capitaine Edmund Hentig, est aussitôt tué, et les hommes se retrouvent pris sous un feu nourri. Désespéré, Sieber ordonne à Horn et à un autre éclaireur, Mickey Free, de se séparer et de riposter depuis une colline. Ensemble, avec les soldats, ils réussissent à repousser l'attaque.
Tom Horn et Al Sieber participent également à la bataille de Big Dry Wash. Il acquiert une certaine renommée quand, avec le lieutenant George H. Morgan, il passe sur le flanc opposé de la ligne apache, fournissant un feu de couverture pour la cavalerie et tuant un certain nombre de guerriers apaches.
Horn devient un éclaireur respecté, connu pour avoir participé seul à des missions de reconnaissance et aidé à repérer le principal bastion de Geronimo. En novembre 1885, Tom Horn gagne le poste de chef des éclaireurs sous le commandement du capitaine Emmet Crawford à Fort Bowie,. Au cours d'une opération, le camp de Horn est attaqué par erreur par une milice mexicaine. Il est blessé au bras pendant la fusillade et Crawford trouve la mort. Enfin, le 4 septembre 1886, Horn est présent à la reddition finale de Geronimo comme interprète pour Charles B. Gatewood.
Après la guerre, Horn utilise ce qu'il a gagné pour construire son propre ranch à son retour à Aravaipa Canyon en Arizona. Son élevage se compose de 100 bovins et 26 chevaux, et il a revendiqué la concession de Deer Creek Mining près du canyon. Malheureusement, c'est de courte durée. Des voleurs de bétail prennent d'assaut son ranch une nuit et volent tout son bétail, ruinant Horn. Cet incident déclenche sa haine des voleurs, qui augmente lorsqu'il devient détective,.

## Carrière de détective, homme de loi et tueur à gages
Horn vagabonde et occupe différents emplois comme prospecteur, garçon de ranch ou concurrent de rodéo.
Il devient tristement célèbre pour avoir été embauché par de nombreuses compagnies de bétail comme cowboy et tueur à gages afin de surveiller leur bétail et tuer les présumés criminels les convoitant. Horn développe ses propres moyens pour lutter contre le vol de bétail. S'il pensait qu'un homme était coupable de vol de bétail et avait été clairement averti, Horn disait qu'il tirerait sur le voleur et ne ressentirait pas « une once de remords ». Horn a souvent donné d'abord un avertissement à ceux qu'il soupçonnait de vol de bétail, et on disait qu'il maintenait une "présence énorme" chaque fois qu'il était dans le voisinage.
Plus tard, Horn prit part à la guerre de Pleasant Valley en Arizona entre les éleveurs de bétails et les éleveurs de moutons. Les historiens n'ont pas pu établir exactement de quel côté il avait travaillé, et les deux parties ont subi plusieurs meurtres pour lesquels aucun suspect n'a jamais été identifié. Horn a travaillé dans un ranch possédé par Robert Bowen, où il est devenu un des principaux suspects dans la disparition de Mart Blevins en 1887. Horn a également participé avec Glenn Reynolds au lynchage de trois voleurs de bétail présumés en août 1888. Il a affirmé que tout au long de ce conflit, il était le «médiateur», en tant que shérif adjoint sous trois célèbres juristes de l'Arizona de l'époque : William Owen "Buckey" O'Neill, le commodore Perry Owens et Glenn Reynolds. Horn a travaillé en Arizona pendant un certain temps en tant que shérif adjoint, où il a attiré l'attention de l'Agence Pinkerton en raison de ses capacités de pistage. Engagé par l'agence vers la fin de 1889 ou au début de 1890, il s'occupait d'enquêtes dans le Colorado et le Wyoming, dans d'autres États de l'Ouest, et dans la région des Rocheuses, pour le bureau de Denver. Il était notoirement connu pour garder son calme sous la pression, et sa capacité à retrouver quelqu'un qui lui était assigné.
Dans une affaire, Horn et un autre agent, C. W. Shores, capturèrent deux hommes qui avaient dévalisé la Denver and Rio Grande Western Railroad (le 31 août 1890) entre Cotopaxi et Texas Creek dans le comté de Fremont, Colorado. Horn et Shores suivirent et arrêtèrent Thomas Eskridge (alias "Peg-Leg" Watson) et Burt "Red" Curtis sans un coup de feu. Ils les pistèrent jusqu'à la maison d'un homme nommé Wolfe, qui se trouvait soit à Washita ou à Pauls Valley en Oklahoma, au bord de la rivière Washita. Dans son rapport sur cette arrestation, Horn déclara en partie "Watson, était considéré par tout le monde dans le Colorado comme un personnage très désespéré. Je n'ai eu aucun problème avec lui."
Pendant la guerre du comté de Johnson, il a travaillé pour la Wyoming Stock Growers Association, en couverture pour Pinkerton sous le nom de Tom Hale. Il aurait été impliqué dans le meurtre de Nate Champion et de Nick Ray le 9 avril 1892 et était le principal suspect pour les assassinats des éleveurs John A. Tisdale et Orley "Ranger" Jones. L'agence Pinkerton obligea Horn à démissionner en 1894. Dans ses mémoires, Two Evil Isms: Pinkertonism and Anarchism, le détective de Pinkerton Charlie Siringo écrivit que "William A. Pinkerton m'a dit que Tom Horn était coupable du crime, mais que ses hommes ne pouvaient pas aller en prison pendant qu'ils sont en service." Siringo indiquera plus tard qu'il respectait les capacités de Horn au pistage, et qu'il le considérait comme un agent très talentueux, mais qu'il avait une partie méchante,.
En 1895, Horn aurait tué un voleur de bétail notoire nommé William Lewis près de Iron Mountain, au Wyoming. Horn fut exonéré pour ce crime et pour le meurtre de Fred Powell en 1895 six semaines plus tard. En 1896, un ranchman nommé Campbell, connu pour avoir une grande réserve d'argent, fut aperçu pour la dernière fois avec Horn. En 1896 également, Horn offrit ses services dans une lettre au maréchal de Tucson pour se débarrasser de la bande de voleurs de bétail de William Christian. L'année suivante, William fut tué par un inconnu et son associé Robert Christian disparut la même année.

### Colorado Range War
Bien que son titre officiel était « Range Detective » (Détective "d'exploitations rurales"), Horn a essentiellement servi comme tueur à gage. Au milieu des années 1890, l'élevage de bétail au Wyoming et au Colorado était en plein changement en raison de l'arrivée de propriétaires terriens et de nouveaux éleveurs. Les homesteaders arrivèrent dans la région en grand nombre. Ce faisant, ils réduisirent la disponibilité en eau pour les troupeaux des grands barons de l'élevage de bétail. Rapidement, ceux-ci cherchèrent à se débarrasser de ces homesteaders, y compris  en embauchant des hommes armés tels que Tom Horn. De violents combats armés, comme la fusillade sanglante qui a entraîné la mort de neuf trappeurs à Big Dry Creek, ainsi que le lynchage des homesteaders Luther M. Mitchell et Ami W. Ketchum, ont précipité la guerre.

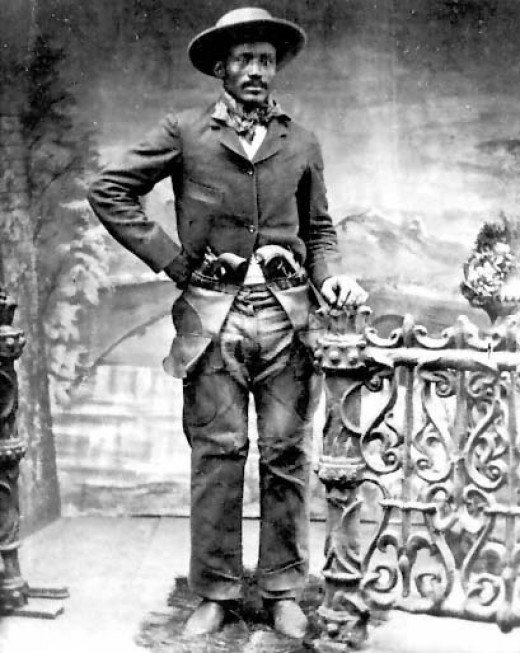
Ned Huddleston, alias Isom Dart. Brown's Hole, Wyoming, dans les années 1890

En 1900, Horn commença à travailler pour la Swan Land and Cattle Company dans le nord-ouest du Colorado. Son premier travail fut d'enquêter sur le cow-boy Matt Rash, leader de la Browns Park Cattle Association, soupçonné de vol de bétail. Horn passa sous couverture sous le nom de «Tom Hicks» et travailla pour Rash comme garçon de ranch, tout en recueillant des preuves que Rash marquait du bétail qui ne lui appartenait pas. Finalement lorsque Horn eut rassemblé suffisamment de preuves pour prouver que Rash était effectivement un voleur de bétail, il mit une lettre sur la porte de Rash le menaçant de partir sous soixante jours. Cependant, le cow-boy rebelle resta et continua à travailler dans son ranch. Rash se montrant toujours peu coopératif, les employeurs de Horn auraient donné à l'assassin le «signal» pour exécuter Rash. Le jour de l'exécution, Horn arriva armé à la cabane de Rash alors que l'homme venait de manger, et lui tira dessus à bout portant. Rash agonisant aurait essayé sans succès d'écrire le nom de son tueur, mais il ne resta plus de trace du meurtre. Seuls les récits et les rumeurs de diverses personnes indiquent Horn comme le coupable. Rash était présumé être marié à une éleveuse de la région, Ann Bassett, celle-ci a accusé Hicks d'être le meurtrier.
À cette époque, Horn soupçonnait également un autre cow-boy nommé Isom Dart de vol de bétail. Dart était l'un des cowboys de Rash, mais on supposait qu'il était en réalité un voleur de bétail nommé Ned Huddleston, un ancien membre du gang "Tip Gault". Le gang, qui avait volé du bétail dans la région de Saratoga, avait été éliminé dans une fusillade. Dart reçut également trois accusations contre lui dans le comté de Sweetwater. Quand Dart fut accusé d'avoir assassiné Rash, il se réfugia dans la cabane de son ami et attendit que les rumeurs se calment. Horn cependant a réussi à retrouver Dart dans la cabane et le vit se cacher avec deux autres complices armés. Horn se serait installé en position de tir sous le couvert d'un sapin, surplombant la cabane depuis une colline. Alors que Dart et ses amis sortaient de la cabane, Horn lui tira dans la poitrine à distance. Avant l'assassinat, Horn demanda à un rancher nommé Robert Hudler de préparer un cheval à une bonne distance de la scène du meurtre pour sa fuite. Le lendemain, deux douilles de .30-30 furent trouvées au pied d'un arbre où l'on a supposé que le tireur avait attendu. Hicks était le seul dans la région à utiliser un .30-30. Les nouvelles de la mort de Rash et Dart se répandirent sur tout le territoire et les autres voleurs de bétail, apeurés, se dispersèrent. Horn les traqua tous et tua trois autres membres du groupe de Rash. L'histoire raconte qu'il aurait épinglé une des oreilles d'un cow-boy mort chez les homesteaders comme avertissement.

### Travail pour le gouvernement
Au cours de l'enquête de l'attaque du Wilcox Train, Horn obtint des informations de Bill Speck comme quoi des voleurs avait tué le shérif Josiah Hazen, lors de la poursuite qui suivit. Il s'agissait soit de George Curry soit de Kid Curry. Ces hors-la-loi étaient membres du groupe de la Wild Bunch de Butch Cassidy alors connu sous le nom de «Gang of the Hole-in-the-Wall», en rapport avec leur refuge dans les montagnes. Horn transmit cette information à Charlie Siringo, qui travaillait pour Pinkerton.
Horn entra brièvement dans l'armée des États-Unis, servant pendant la guerre hispano-américaine en tant que chef logistique du cinquième corps. Il a quitté Tampa pour Cuba, où il a dirigé plusieurs caravanes de ravitaillement sur le front. Horn a été personnellement témoin du courage des fameux Rough Riders et des Buffalo Soldiers de la Neuvième et Dixième Cavalerie lors de leur assaut de la colline de San Juan, ainsi que de la déroute humiliante des soldats américains sous le commandement du Brigadier général Hamilton Hawkins. Bien que les ravitailleurs ne furent pas des combattants, ils étaient néanmoins susceptibles d'être attaqués par des rebelles cubains. Horn se considérait comme chanceux de n'avoir perdu aucun pisteur pendant la guerre, même s'il a rappelé que lui et ses hommes étaient sous le feu constant alors qu'ils livraient les rations et les munitions aux soldats. Horn a continué à travailler comme ravitailleur pendant la guerre bien que lui et beaucoup de ses hommes contractèrent la fièvre jaune. À un moment donné, il fut alité et jugé inapte au combat. Après sa récupération, il revint au Wyoming. Peu de temps après son retour, en 1901, Horn commença à travailler pour le riche baron du bétail John C. Coble, qui faisait partie de la Wyoming Stock Men's Association.

### Meurtre de Willie Nickell
Alors qu'il travaille à nouveau près d'Iron Mountain, dans le Wyoming, Horn fait la connaissance de Jim et Dora Miller le 15 juillet 1901. Ils sont éleveurs de bétail. Jim Miller et son voisin, Kels Nickell, ont déjà eu plusieurs disputes à la suite de l'introduction par Nickell de ses moutons dans la région d'Iron Mountain. Miller a souvent accusé Nickell de laisser ses moutons paître sur ses terres,.
Chez les Miller, Horn rencontre Glendolene M. Kimmell, jeune institutrice à l'école d'Iron Mountain. Le poste de Miss Kimmell est financé par les deux grandes familles Miller et Nickell. Horn la divertit avec les récits de ses aventures. Ce jour-là, lui et les hommes de la famille Miller pêchèrent et avec Victor Miller, un fils de son âge, ils pratiquèrent le tir, tous les deux avec des .30-30.
Les familles Miller et Nickell sont les seules à avoir des enfants à l'école. Miss Kimmel a été informée de la querelle entre les familles avant d'arriver, et avait pu constater que les conflits s'étaient reproduits chez les enfants. Quelques jours plus tard, le 18 juillet 1901, Willie Nickell, le fils de Kels et Mary Nickell, âgé de 14 ans, est retrouvé assassiné près de l'entrée de leur propriété. Le coroner commençant à enquêter sur le meurtre, des incidents plus violents se produisent pendant cette période. L'enquête est élargie à ces incidents et dure de juillet à septembre 1901.
Le 4 août 1901, Kels Nickell est blessé par balles. Entre soixante et quatre-vingts de ses moutons sont retrouvés « abattus ou battus à mort ». Deux des plus jeunes enfants de Nickell signalent avoir vu deux hommes qui partaient à cheval, l'un bai et l'autre gris, comme les chevaux de Jim Miller (bai est une couleur courante parmi les chevaux). Le 6 août 1901, le Sheriff Peter Warlaumont et l'US marshal Joe LeFors vinrent à Iron Mountain et arrêtèrent Jim Miller et ses fils, Victor et Gus, soupçonnés d'avoir tiré sur Kels Nickell. Ils furent emprisonnés le 7 août et libérés le lendemain sous caution. L'enquête sur le tir dont fut victime Kels Nickell fut ajoutée à l'enquête sur le meurtre de Willie Nickell du coroner.
Le marshal Joe Lefors interrogea ensuite Horn en janvier 1902 sur le meurtre, prétendant lui parler d'embauche. Horn était encore ivre de la veille, mais Lefors récupéra ce qu'il appela une confession pour le meurtre de Willie Nickell. Horn aurait confessé avoir tué le jeune Willie avec son fusil à 300 yards, ce dont il se vantait comme le « meilleur coup qu'il ait jamais réussi et le truc le plus sale qu'il ait jamais fait ». Horn fut arrêté le lendemain par le shérif du comté. Walter Stoll était le procureur du comté de Laramie dans l'affaire. Le juge Richard H. Scott, qui a présidé l'affaire, était candidat à la réélection.
Horn fut soutenu par son ami de longue date et employeur, l'éleveur de bétail John C. Coble. Il rassemblèrent une équipe pour la défense, dirigée par l'ancien juge John W. Lacey, incluant les avocats T.F. Burke, Roderick N. Matson, Edward T. Clark et T. Blake Kennedy. Apparemment, Coble finança la plupart des coûts de cette grande équipe. Selon Johan P. Bakker, qui a écrit Tracking Tom Horn, les grands intérêts du bétail à cette époque trouvèrent Horn « sacrifiable » et l'affaire fournissait un moyen de le calmer du point de vue de leurs activités. Il écrivit que 100 membres de la Wyoming Stock Growers Association payèrent chacun 1 000 $ pour la défense, ce qui représentait un effort minime.
Le procès de Horn commença le 10 octobre 1902 à Cheyenne, remplie d'une foule attirée par la notoriété de Horn. The Rocky Mountain News rapporta une atmosphère de carnaval et le grand intérêt du public pour une condamnation. Lors du procès fut présentée la confession de Horn à Lefors. Seules certaines parties de la déclaration de Horn furent présentées, ce qui faussa sa véritable déclaration. L'accusation présenta des témoignages d'au moins deux personnes, y compris l'homme de loi Lefors, ainsi que des preuves circonstancielles. Ces éléments plaçaient uniquement Horn dans le voisinage général de la scène du crime. Pendant le procès, Victor Miller témoigna que lui et Horn avaient tous deux des carabines .30-30 et achetaient leurs munitions au même magasin. Un autre témoin, Otto Plaga, déclara que Horn était à 20 miles de la scène du meurtre une heure après.
Glendolene Kimmell a témoigné lors de l'enquête du coroner, disant qu'elle pensait que les familles Miller et Nickell étaient responsables du maintien de la querelle, mais elle ne fut jamais appelée comme témoin de la défense. Elle a démissionné de l'école en octobre 1901 et a quitté la région, mais resta en communication avec les gens de l'affaire. Elle a soumis une déclaration sous serment au gouverneur alors que l'affaire était en appel. Cette déclaration apparait dans des sources secondaires, mais le document original a disparu des documents publics.
Le procès de Horn a été soumis au jury le 23 octobre qui rendit un verdict de culpabilité le lendemain. Une audience plusieurs jours plus tard condamna Horn à mort par pendaison.
Les avocats de Horn déposèrent une requête auprès de la Cour suprême du Wyoming pour un nouveau procès. Pendant son temps en prison, Horn écrivit son autobiographie, Life of Tom Horn, Government Scout and Interpreter, Written by Himself, relatant surtout sa jeunesse. Elle contient peu de choses sur l'affaire.
La Cour suprême du Wyoming confirma la décision du tribunal de district et rejeta un nouveau procès. Convaincue de l'innocence de Horn, Glendolene Kimmell envoya un affidavit (déclaration sous serment) au gouverneur Fenimore Chatterton avec un témoignage certifiant que Victor Miller était coupable du meurtre de Nickell. Les descriptions de son contenu sont apparus dans la presse, mais le document original a lui aussi disparu. Le gouverneur choisit de ne pas intervenir dans l'affaire. Horn reçu la date de son exécution, le 20 novembre 1903.

## Exécution
Tom Horn est l'une des rares personnes dans la conquête de l'Ouest à avoir été pendu par une potence à eau, connue sous le nom de "Julian Gallows". James P. Julian, un architecte de Cheyenne, Wyoming, avait conçu l'engin en 1892. Celui-ci utilisait le poids du condamné sur la trappe pour ouvrir une soupape d'eau qui remplissait un baril. Une fois rempli, le baril renversait la poutre supportant la trappe, ce qui provoquait la pendaison du condamné sans action manuelle d'un bourreau.
Horn fut exécuté à Cheyenne. Jusqu'à la fin, Horn n'a jamais donné les noms de ceux qui l'avaient engagé pendant le conflit. Il fut enterré au Columbia Cemetery à Boulder, dans le Colorado, le 3 décembre 1903. L'éleveur Jim Coble paya son cercueil et sa pierre tombale. Après sa mort, beaucoup ont considéré que Horn avait été exécuté de façon injustifiée pour meurtre, basé uniquement sur une confession en état d'ébriété. Même le vieux guerrier Apache, Geronimo, exprima ses doutes sur les accusations à propos de Horn lors d'une entrevue avec Charles Ackenhausen, en disant qu'il « ne croyait pas [Horn] coupable ».

## Débat sur sa culpabilité
La culpabilité de Horn pour le meurtre de Nickells est encore aujourd'hui sujet à controverses. Des historiens, dont Chip Carlson, croient qu'il est innocent, tandis que d'autres, tels que Dean Fenton Krakel, pensent qu'il est bien coupable, mais qu'il n'a pas réalisé qu'il tirait sur un garçon. L'avis général est que, peu importe si Horn a commis ce meurtre en particulier, il en avait certainement commis beaucoup d'autres. Carlson, qui a longuement étudié le procès L'état de Wyoming contre Tom Horn, a conclu que, bien que Horn pouvait avoir commis le meurtre de Willie Nickell, il ne l'a probablement pas fait. Selon le livre de Carlson, Tom Horn: Blood on the Moon (2001), il n'y avait aucune preuve matérielle que Horn ait commis le meurtre. En outre, il a été vu pour la dernière fois dans la région un jour avant le meurtre, et les conditions de sa prétendue confession l'ont rendue sans valeur en tant que preuve. Carlson croit que l'accusation n'a fait aucun effort pour enquêter sur d'autres possibles suspects, y compris Victor Miller. En fait c'est la réputation et l'histoire de Horn qui en firent une cible facile pour l'accusation.
En 1993, l'affaire a été reprise dans une simulation de procès à Cheyenne, et Horn fut acquitté.
En 2014, l'historien Larry Ball, professeur émérite à l'Université d'État de l'Arkansas de Jonesboro, Arkansas, a publié Tom Horn dans Life and Legend. Ball était fasciné par la personnalité conflictuelle et énigmatique de Horn. Ball déclara qu'il était convaincu que Horn avait tiré et avait tué Willie Nickell près de la région de Iron Mountain : « Je dois me rabattre sur le rapport de l'époque ». Ball déclara qu'il ne trouvait aucune preuve d'un complot juridique contre Horn. Il a ajouté que le penchant de Horn pour la brutalité a contribué à sa condamnation pour le meurtre.
Lors d'une discussion de leurs découvertes cette année-là, Chip Carlson de Cheyenne a continué à soutenir l'innocence de Horn, en disant : « Je constate que Tom Horn s'est fait rouler » parce que Horn avait été employé par des barons du bétail qui étaient en désaccord avec les homesteaders. Carlson a également indiqué que le président du procès de Horn était candidat à sa réélection à l'époque. Carlson a décrit Horn dans le procès comme « son pire ennemi. Plus il parlait, plus le nœud était serré ».

## Cinéma
Tom Horn (en français Tom Horn, sa véritable histoire ou Tom Horn, le hors-la-loi) est une adaptation de l'autobiographie adaptée au cinéma en 1980. Réalisé par William Wiard avec Steve McQueen dans le rôle de Tom Horn.